# Simon Hantaï
Simon Hantaï (Biatorbágy, 7 dicembre 1922 – Parigi, 12 settembre 2008) è stato un pittore ungherese naturalizzato francese dal 1966, generalmente associato con l'arte astratta.

## Biografia
Nato in una famiglia di Svevi del Danubio ungheresi (il cui nome fu cambiato da Handl a Hantai) nella località di  Bia (in tedesco Wiehall), nella contea di Pest, Simon Hantaï compì i suoi primi studi artistici all'Accademia di Belle Arti di Budapest sotto la guida di Vilmos Aba Novák e Béla Kontuly.
Nel 1948 si recò con una borsa di studio del governo ungherese all'Accademia d'Ungheria di Roma, prese a girare l'Italia a piedi e si spostò poi lo stesso anno a Parigi, dove entrò presto in contatto con André Breton.
Nel 1960 Hantaï sviluppò una tecnica sua particolare, denominata "pliage", basata sulla piegatura della tela, che lo rese famoso. Le sue prime opere erano ispirate a temi di paesaggio. Dal 1967 al 1968 lavorò nel villaggio di Meuns, nella foresta di Fontainbleau, dove si avvicinò a temi con figure umane.
Dopo aver abbandonato la pittura nel 1982, dal 1994 ha lavorato soprattutto con la tecnica della riproduzione in serie.
Ha illustrato anche libri (per esempio quelli con le opere del poeta e amico d'infanzia Ferenc Juhász.

## Personali maggiori
- 1954 • Galerie l'Étoile Scellée, Parigi
- 1956 • Sexe-Prime. Hommage à Jean-Pierre Brisset, Galerie Kléber, Parigi
- 1958 • Souvenir de l'Avenir, Galerie Kléber, Parigi
- 1959, 1961, 1962 • Galerie Kléber, Parigi
- 1960-1970 • Pierre Matisse Gallery, New York
- 1965, 1968 • Galerie Jean Fournier, Parigi
- 1967 • Peintures 1960-1967, Galerie Jean Fournier, Parigi
- 1968 • Peintures 1958-1968, Fondation Maeght, Saint-Paul-de-Vence
- 1969 • Études. Pour Pierre Reverdy, Galerie Jean Fournier, Parigi
- 1970 • Pour un mur. ARC, Musée d'art moderne de la Ville de Paris, Parigi
- 1971 • Le pliage comme méthode. Regard sur dix années, Galerie Jean Fournier, Parigi
- 1972 • Aquarelles, Galerie Jean Fournier, Parigi
- 1973 • Musée d'Art et d'Industrie, Saint-Étienne
- 1974 • Blancs I., Galerie Jean Fournier, Párizs • Blancs II., Galerie Jean Fournier, Parigi
- 1975 • Galerie Jean Fournier, Parigi • Galerie Véga, Liegi •  Paintings and Watercolors *1971-1975, Pierre Matisse Gallery, New York  • Galerie du Fleuve, Bordeaux
- 1976 • Galerie Mailliard, Saint-Paul-de-Vence •  Musée National d'Art Moderne/Centre Georges Pompidou, Parigi
- 1977 • Galerie Jean Fournier, Parigi
- 1978 • Tabulas, Louisiana Museum, Humlebaek
- 1979 • Galerie Ziegler, Zurigo
- 1980 • Galerie Jean Fournier, Parigi
- 1981 • l'Abbaye de Sénanque, Sénanque  • Tabulas 1980-1981, CAPC, Entrepôt Lainé, Bordeaux
- 1982 • Tabulas 1974-1981, XL. Velence-i Biennálé  • Kasahara G., Osaka  • André Emmerich Gallery, New York • Tabulas lilas, Galerie Jean Fournier, Parigi
- 1983 • Arca, Marsiglia
- 1984 • Falten als Methode, Galerie M, Hannover

## Collettive maggiori
- 1943 • Mostra della colonia artistica di Pécs, Magyar Képzőművészeti Főiskola, Budapest • Karácsonyi kiállítás (Mostra natalizia), Magyar Képzőművészeti Főiskola, Budapest
- 1945 • Karácsonyi kiállítás (Mostra natalizia), Magyar Képzőművészeti Főiskola, Budapest
- 1947 • Fórum Klub, Budapest • Rippl-Rónai Társaság kiállítása, Fészek Klub, Budapest
- 1948 • Fészek Klub, Budapest
- 1955 • Alice in Wonderland, Galerie Kléber, Parigi
- 1956 • Cinq oeuvres nouvelles, Galerie René Drouin, Parigi
- 1957 • Les Cérémonies commémoratives de la condamnation de Siger de Brabant [Georges Mathieu-vel], Galerie Kléber, Parigi
- 1958 • The exploration of form, Gallery Arthur Tooth and Sons, Londra
- 1960 • Antagonismes, Musée des Arts Décoratifs, Parigi
- 1964 • L'écriture du peintre, Galerie Jean Fournier, Parigi
- 1966 • Le Musée dans l'usine - collection Peter Stuyvesant, Musée des Arts Décoratifs, Parigi
- 1967 • Dix ans d'art vivant 1955-1965, Fondation Maeght, Saint-Paul-de-Vence
- 1968 • Espace lyriques, I.N.S.I.R., Université de Rouen • L'Art vivant, 1955-1968, Fondation Maeght, Saint-Paul-de-Vence • Peintres européens aujourd'hui, Musée des Arts Décoratifs, Parigi
- 1969 • Accrochage, Centre National d'Art Contemporain, Parigi
- 1970 • Tisztelet a szülőföldnek. XX. századi magyar származású művészek külföldön, Műcsarnok, Budapest • Un art subjectif..., l'Abbaye de Beaulieu • Bilan et problèmes du 1, Halles de Paris, Parigi
- 1972 • Douze ans d'art contemporain en France, Galerie du Grand Palais, Parigi
- 1974 • Four painters, Pierre Matisse Gallery, New York
- 1975 • Contemporaines II., Musée National d'Art Moderne, Parigi
- 1977 • 3 collections ... 3 villes • l'avant-garde 1960-1976, Musée Cantini, Marsiglia • Tissus et Création - 1 Les peintres, Espace lyonnais d'art contemporain, Lione
- 1978 • Viallat, Galerie Véga, Liegi  • L'art moderne dans les musées de province, Grand Palais, Parigi
- 1979 • Tendances de l'art en France 1968-1978/9 - I. Les parties-pris de Marcelin Pleynet, ARC, Musée d'Art Moderne de la Ville de Paris, Parigi • Henri Matisse en de Hedendaagse Franse Kunst, M. van Hedendaagse Kunst, Gent
- 1980 • Les nouveaux fauves/Die Neuen Wilden, Neue Galerie, Aachen • Neue Tendenzen der Malerei in Frankreich, Neue Galerie am Landesmuseum Joanneum, Graz • L'Amérique aux indépendants, Grand Palais, Parigi
- 1981 • 37 Aktuella konstnärer fran Frankrite, Liljevalchs Konsthall, Stoccolma • Paris/Paris 1937-1957, Centre Georges Pompidou, Parigi • Bram van Velde, Judith Reigl..., Musée Sainte-Croix, Poitiers
- 1982 • Choix pour aujourd'hui • regard sur quatre ans d'acquisitions d'art contemporain, Musée National d'Art Moderne/Centre Georges Pompidou, Parigi • Twelve Contemporary French Artists, Albright Knox Art Gallery, New York • Paris 1960-1980, Museum Moderner Kunst, Vienna
- 1997 • L'empreinte, Centre Georges Pompidou, Parigi

## Musei che espongono sue opere
- Centre Pompidou, Parigi (sono presenti anche opere afferenti alla poetica surrealista, come Femelle-Miroir II, 1953)
- Fondazione Maeght, Saint-Paul-de-Vence
- Solomon R. Guggenheim Museum, New York
- Janus Pannonius Múzeum, Modern Képtár (Gelleria Moderna), Pécs
- Galleria nazionale ungherese, Budapest
- Museo Nazionale d'Arte Moderna, Parigi
- Museo d'Arte Moderna della Città di Parigi, Parigi
- Museo d'Arte Contemporanea, Nizza
- Museo delle Belle Arti, Tolone
- Musei Vaticani, Roma